# Marguerite de Rochechouart
Pour les articles homonymes, voir Rochechouart.
Marguerite de Rochechouart de Montpipeau est une religieuse érudite française, née en 1665 et morte à Paris le 23 octobre 1727.
En tant que 43e abbesse de l'abbaye de Montmartre, elle dirige ce monastère de moniales bénédictines du 13 septembre 1713, pendant la régence de Philippe d'Orléans, jusqu'à sa mort en 1727. 
L'abbaye de Montmartre (actuellement sur le territoire de Paris) est disparue aujourd'hui, seule subsiste l'église Saint-Pierre de Montmartre.
Nombre de lieux et édifices alentour ont pris son nom :
- la barrière de Rochechouart,
- le boulevard Marguerite-de-Rochechouart, qui reste en 2020 le seul boulevard parisien à porter le nom d'une femme[3],
- la rue Marguerite-de-Rochechouart,
- le quartier de Rochechouart,
- le théâtre de la Gaîté-Rochechouart,
- la station de métro Barbès - Rochechouart, l'une des rares à Paris à porter le nom d'une femme, avec celle honorant Louise Michel, celle honorant Marie Curie et celle honorant Simone Veil.